# Браун, Дэнни
Дэ́ниел Дью́ан Сью́элл (Daniel Dewan Sewell), более известный по сценическому псевдониму Дэнни Браун (Danny Brown) — американский музыкант, рэпер и автор песен родом из города Детройт. Был назван "самой необычной фигурой в хип-хопе за последнее время" каналом MTV. В 2011, после выхода его второго альбома "ХХХ", был назван "Артистом года" Детройтским журналом Metro Times.
Является одним из самых известных представителей современного экспериментального хип-хопа, а его четвертый студийный альбом "Atrocity Exhibition" считается классикой данного жанра.
За более чем пятнадцатилетнюю карьеру выпустил множество микстейпов и шесть студийных альбомов, каждый из которых получил высокие отзывы как от фанатов, так и от критиков.

## Биография
Дэниел Сьюэлл родился 16 марта 1981 года в Детройте, штат Мичиган. Являясь сыном афроамериканки и филиппинца, которым было по 18 и 16 соответственно на момент его рождения, он с самого детства имел желание стать рэпером. Как говорил сам Дэнни, его мать в раннем детстве часто читала ему книги доктора Сьюза, и когда он начал говорить, его первые слова были произнесены в рифму. Его отец работал диджеем и знакомил Дэнни с альбомами культовых ныне музыкантов, таких как Рой Айерс, LL Cool J и A Tribe Called Quest.
Браун начал карьеру в рэп-коллективе Rese’vor Dogs, в состав которого входили его детройтские коллеги, рэперы Chip$ и Dopehead. В 2003 году трио выпустило альбом под названием Runispokets-N-Dumpemindariva на лейблах Ren-A-Sance Entertainment и F.B.C. Records. Летом того же года их трек «Yes» получил умеренную ротацию на местных радиостанциях. На Брауна обратил внимание Трэвис Каммингс, специалист по поиску талантов из Roc-A-Fella Records, и вскоре рэпер отправился в Нью-Йорк, чтобы записываться на студии. Однако сделка с Roc-A-Fella не состоялась, Браун вернулся в родной город и в итоге связался с продюсером Ником Спидом.
В 2010 году Браун познакомился с рэпером Tony Yayo из G-Unit, и вместе они записали альбом Hawaiian Snow. После релиза четырёх частей Detroit State of Mind и других бесплатных независимых микстейпов Браун выпустил свой первый студийный альбом "The Hybrid" на вашингтонском лейбле Rappers I Know.
В 2011 году, подписав контракт с лейблом Fool's Gold Records на 5 тысяч долларов, он начал записывать свой второй альбом, который вскоре станет работой, которая принесла ему первую большую популярность за счет необычного голоса, экспериментальных инструменталов, и необычных тем песен. Браун выпустил свой прорывной и бесплатный для скачивания альбом XXX, название которого отсылает на возраст Брауна при выходе альбома: 30. Данный проект получил очень положительные отзывы как от фанатов, так и профессиональных музыкальных критиков. Так, издание Pitchfork поставило "XXX" 8,2 баллов из 10, а редакция журнала Spin включила его в список лучших рэп-альбомов года.
В 2012 году Дэнни Браун участвовал в записи второго альбома группы The Avalanches. Позже в том же году Браун подтвердил, что работал с The Avalanches над песней под названием «Frankie Sinatra». Браун подписал партнерское соглашение с Adidas Originals.
В марте 2012 Дэнни выпускает один из своих самых известных синглов под названием "Grown Up", который принес артисту еще бо́льшую популярность и положительные отзывы. Журнал Rolling Stone включил песню в список 50 лучших синглов 2012 года, а клип на песню победил в категории «Лучшее видео» на церемонии Woodie Awards. Так же в этом году Браун в интервью с журналом Pitchfork сообщил, что его новый альбом "Old" выйдет совсем скоро, всё так же на лейбле Fool's Gold Records и на нем будут гостевые участия от A$AP Rocky, Ab-Soul, SchoolBoy Q, Kitty, Purity Ring и других известных музыкантов.
Третий студийный альбом Брауна, который так же и был первым выпущенным коммерчески , "Old" выходит 30 сентября 2013 года, дебютировав на 17 месте в чарте Billboard 200 США, продав 15 000 копий за первую неделю. Пластинка содержала в себе 19 треков, среди которых гостевые участия от Freddie Gibbs, Schoolboy Q, Mr. MFN eXquire, Scrufizzer, ASAP Rocky, Ab-Soul, ZelooperZ, Charli XCX, Purity Ring, и продакшн от таких имен, как Paul White, Oh No, Rustie, Skywlkr, A-Trak, Darq E Freaker и Frank Dukes. "Old" был очень тепло встречен, получив усредненную оценку 83 на основе 30 рецензий от таких крупных изданий как Rolling Stone, Spin, NME, Uncut и др. Издание Pitchfork оценило альбом на 8.7 из 10 и включило его в список "Лучших Новых Альбомов".

## Дискография

### Альбомы
- The Hybrid (2010)
- XXX (2011)
- OLD (2013)
- Atrocity Exhibition (2016)
- uknowhatimsayin¿ (2019)
- Quaranta (2023)

### Совместные альбомы
- Hawaiian Snow (с Tony Yayo) (2010)
- Black and Brown! (с Black Milk) (2011)
- Scaring The Hoes (с JPEGMAFIA) (2023)

### Микстейпы
- Detroit State of Mind (2007)
- Detroit State of Mind 2 (2008)
- Hot Soup (2008)
- Detroit State of Mind 3 (2009)
- Detroit State of Mind 4 (2010)
- Browntown (2010)
- It’s a Art (2010)
- The Hybrid: Cutting Room Floor (2010)
- Low (2014)